# Bér (jednotka)
Bér je stará jednotka délky používaná v Mongolsku.

## Převodní vztahy
- 1 bér = 2 až 4 km = 720 až 1440 chos ald